# Tango d'amore
Tango d'amore is een Italiaans liedje van de Belgische zanger Rocco Granata uit 1962.
Het nummer was erg succesvol in Duitsland, alwaar Rocco zich had gevestigd na het internationale succes van Marina.